# Kendleton
Kendleton è un centro abitato degli Stati Uniti d'America, situato nella contea di Fort Bend dello Stato del Texas.
La popolazione era di 380 persone al censimento del 2010. Fa parte dell'area metropolitana di Houston–The Woodlands–Sugar Land.

## Geografia fisica
Kendleton è situata a 29°26′52″N 95°59′59″W (29.447872, -95.999806), nella parte occidentale di Fort Bend County, all'incrocio tra la U.S. Route 59 e la Farm to Market Road 2919, 19 miglia (31 km) a sud ovest di Rosenberg.
Secondo lo United States Census Bureau, ha un'area totale di 1,1 miglia quadrate (2,8 km²).

## Società

### Evoluzione demografica
Secondo il censimento del 2000, c'erano 466 persone, 178 nuclei familiari e 116 famiglie residenti nella città. La densità di popolazione era di 437.9, per miglio quadrato (169,7/km²). C'erano 209 unità abitative a una densità media di 196,4 per miglio quadrato (76,1/km²). La composizione etnica della città era formata dal 12,45% di bianchi, il 78,97% di afroamericani, lo 0,21% di isolani del Pacifico, il 5,15% di altre razze, e il 3,22% di due o più etnie. Ispanici o latinos di qualunque razza erano il 15,24% della popolazione.
C'erano 178 nuclei familiari dei quali il 27,5% aveva figli di età inferiore ai 18 anni, il 38,8% erano coppie sposate conviventi, il 21,9% aveva un capofamiglia femmina senza marito, e il 34,3% erano non-famiglie. Il 33,1% di tutti i nuclei familiari erano individuali e il 14,0% aveva componenti con un'età di 65 anni o più che vivevano da soli. Il numero di componenti medio di un nucleo familiare era di 2,62 e quello di una famiglia era di 3,27.
C'erano il 29,4% di persone sotto i 18 anni, l'8,8% di persone dai 18 ai 24 anni, il 26,0% di persone dai 25 ai 44 anni, il 23,4% di persone dai 45 ai 64 anni, e il 12,4% di persone di 65 anni o più. L'età media era di 35 anni. Per ogni 100 femmine c'erano 77,9 maschi. Per ogni 100 femmine dai 18 anni in giù, c'erano 72,3 maschi.
Il reddito medio per nucleo familiare era di 21.563 dollari, e il reddito medio per famiglia era di 35.795 dollari. I maschi avevano un reddito medio di 34.167 dollari contro i 21.964 dollari delle femmine. Il reddito pro capite era di 12.196 dollari. Circa il 14,6% delle famiglie e il 19,5% della popolazione erano sotto la soglia di povertà, incluso il 14,7% di persone sotto i 18 anni e il 28,6% di persone di 65 anni o più.